# Hohenmea itaipuana
Hohenmea itaipuana là một loài thực vật có hoa trong họ Bromeliaceae. Loài này được B.R.Silva & L.F.Sousa mô tả khoa học đầu tiên năm 2003.